# ハインリヒ・ゴイザー
ハインリヒ・ゴイザー（Heinrich Geuser, 1910年8月3日 - 1996年6月26日）は、ドイツのクラリネット奏者。
ドイツのノルトリンゲン生まれ。ミュンヘンのアカデミーでアントン・ウラッハに師事した。また、ベルリン国立音楽大学において教鞭をとった。
カール・ライスターは弟子である。

## 在籍
- シュターツカペレ・ベルリン（1936年 - 1950年）
- RIAS交響楽団（現ベルリン・ドイツ交響楽団、1950年 - 1977年）

| スタブアイコン | サブスタブ | この項目は、まだ閲覧者の調べものの参照としては役立たない、音楽関係者（バンド等）に関連した書きかけの項目です。この項目を加筆・訂正などしてくださる協力者を求めています（P:音楽/PJ:芸能人）。 |